# Kölner Husaren-Korps

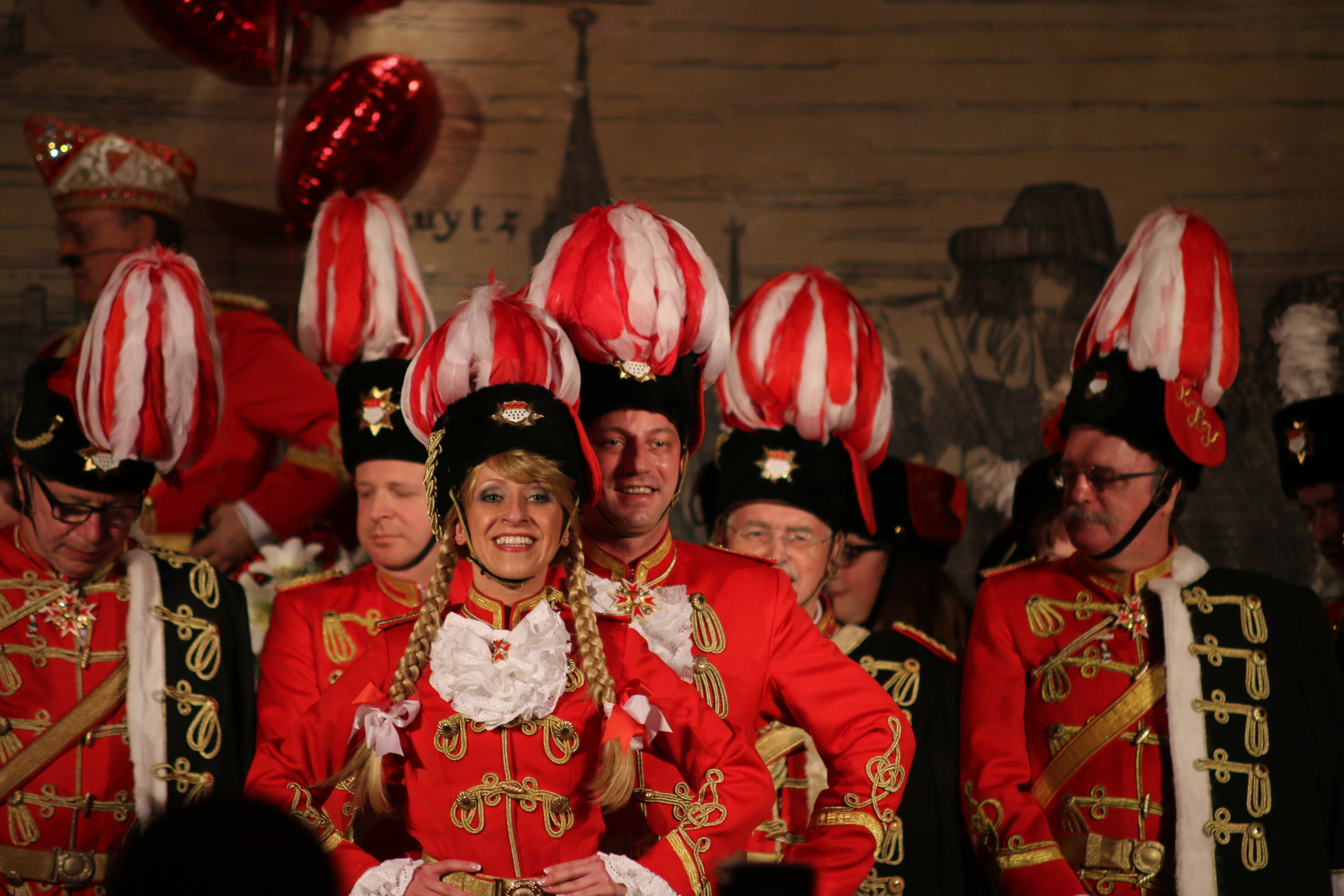
Auftritt des Tanzpaars des Korps auf der Prunksitzung des Vereins 2014

Das Kölner Husaren-Korps von 1972 e. V. ist ein Korps im Kölner Karneval. Es ist seit 1997 ordentliches Mitglied im Festkomitee Kölner Karneval von 1823 e. V.

## Geschichte
Das Husaren-Korps wurde 1972 in Köln gegründet. Seine erste Sitzung organisierte der Verein 1974. In das Festkomitee des Kölner Karnevals wurde der Verein 1977 als förderndes und 1997 als ordentliches Mitglied aufgenommen. Seit 2001 nimmt der Verein am Rosenmontagszug teil. Hierbei ist er seit 2013 mit einem eigenen Festwagen vertreten.

## Struktur
Der Verein hat Mitglieder aus allen Altersschichten und Berufsgruppen. Präsident ist Peter Neukirchen. Als einziges Kölner Korps verfügt es über ein eigenes Damenkorps.
Die Veranstaltungen des Vereines finden in der Wolkenburg statt. Neben der großen Prunk- und Kostümsitzung und dem Damenfrühschoppen organisiert der Verein hier auch die Kölsche Fastelovendssitzung för ärm Lück.
Die Mitglieder des Offiziers- und des Damenkorps sind im Kölner Rosenmontagszug unterwegs. Die Offiziere und Damen sind an ihren roten Husarenuniformen zu erkennen. Die Uniformen mit ihrer Fünffachverschürung sind an die Uniformen des Potsdamer Leib-Garde-Husaren-Regiments angelehnt.
Aktive und fördernde Mitglieder haben die Möglichkeit, in das Reservekorps zu wechseln. Mitglieder des Reservekorps sind nur bei vorheriger langjähriger Zugehörigkeit zu einem aktiven Korps berechtigt, bei Veranstaltungen die Uniform zu tragen.
Mitglieder, die das Husaren-Korps in erster Linie finanziell unterstützen möchten, haben die Möglichkeit in das Corps à la suite einzutreten. Die Mitglieder im Corps à la suite können an allen Veranstaltungen teilnehmen, sind aber nicht dazu verpflichtet.